# 焉栩嘉
焉栩嘉（英語：Davis Yan，2001年9月23日—），出生於山东烟台，中國歌手、演員、舞者。為中國男子演唱組合X玖少年團及R1SE成員，在隊伍中擔任Rapper。2010年，参与出演商战剧《大时代》以童星身份进入演艺圈。2015年，作为选手参加浙江卫视才艺养成节目《燃烧吧少年》，後以X玖少年團成員身份正式出道。2019年，參加騰訊視頻偶像男團競演養成類真人秀《創造營2019》；其後於節目總決賽中獲得第三名，以限定組合R1SE成員身分出道。

## 個人生活
焉栩嘉在山東煙台出生，廣東深圳長大。媽媽經營茶莊，爸爸則在一家公司從事資本營運；此外，焉栩嘉有一位弟弟焉晟嘉。
2020年7月23日，艺考成绩发布。焉栩嘉以全国第22名的成绩考入北京电影学院。

## 演藝經歷
2009年起，焉栩嘉开始接触广告的拍摄，并参加才艺比赛。
2010年，参演商战剧《大时代》及古装奇幻喜剧《钟馗传说》。
2011年，参演由林心如、霍建华主演的古装剧传奇劇《倾世皇妃》。
2013年，參演古装悬疑剧《大明按察使》。
2015年11月21日，参加青少年才艺养成励志节目《燃烧吧少年》。在第一期节目中，以演唱周杰伦的歌曲《听妈妈的话》被李宇春选入队伍，其後因累积成绩排名第三，按照赛制，评审团宣布焉栩嘉被雪藏；同时，天娱传媒签下了焉栩嘉的经纪人合约。12月31日，焉栩嘉作为燃烧吧少年成员之一以团体组合身份亮相于浙江卫视“奔跑吧2016”跨年演唱会。
2016年4月1日，第13届世界民族电影节在美国洛杉矶举行，焉栩嘉凭借儿童电影作品《你幸福我快乐》荣获电影节“最佳新星奖”。9月24日，随組合X玖少年团推出同名的数字专辑《X玖》，专辑共收录《以己之名》、《B.O.Y.S》、《永字八法》和《be a man》四首歌曲。9月28日，参加X玖少年团出道发布会并以Rapper擔當身份正式出道。
2017年，参演由苏有朋执导的悬疑电影《嫌疑人X的献身》。4月2日，随组合在上海举行以“以己之名”为主题的演唱会。
2018年1月，随组合发布第二张专辑《Keep Online》，专辑收录《We Want What We Want》、《永不下线的，才算爱吗》和《Big Show》等歌曲，其中《炽热》是由焉栩嘉搭档谷嘉诚合作作词的歌曲。同年，客串参演魔幻冒险喜剧電影《捉妖记2》，在片中饰演了永宁村少妖团成员之一。4月25日，参演的古装言情偶像剧《哦！我的皇帝陛下》在腾讯视频上线，在剧中饰演风风火火、大步流星的小书童尚羽。8月，与王鹏搭档主演校园情感电影《男人四十上高中》。9月23日，推出个人首支单曲《17》；该歌曲由焉栩嘉親自作词作曲，作为自己17岁的生日礼物。之后，随组合在杭州、深圳举行“Keep Online”巡回演唱会。
2019年，作为选手参与录制的青年团训选秀综艺节目《创造营2019》在腾讯视频播出，其後於節目總決賽中獲得第三名，以限定組合R1SE成員身分出道。

## 音樂作品

### 原创作品
| 發布日期      | 歌曲名稱  | 作词   | 作曲   | 备注                       |
| 2018年9月23日 | 17        | 焉栩嘉 | 焉栩嘉 | EP《17》                   |
| 2019年4月10日 | FUN WORLD | 焉栩嘉 | 不详   | 《创造营2019》首秀加试曲目 |

### 影視綜藝單曲
| 發布日期       | 歌曲名稱   | 作词        | 作曲        | 备注                             |
| 2017年4月28日  | 炫斗青春   | 吴悦/应珊珊 | 巫峡雨      | 游戏《天天炫斗》的三周年主题曲   |
| 2018年4月24日  | 我想给你   | 袁博/晓川   | 袁博        | 电视剧《哦！我的皇帝陛下》片头曲 |
| 2018年8月30日  | 斗破苍穹   | 陈曦        | 陈曦/董冬冬 | 电视剧《斗破苍穹》片尾曲         |
| 2019年7月24日  | 荣耀的战场 | 接靓        | 阿鲲        | 电视剧《全职高手》片尾曲         |
| 2019年12月25日 | 奇迹无限   | 林乔/刘恩汛 | 陈雪燃      | 电影《熊出没·狂野大陆》插曲      |
| 2021年4月20日  | 星星彻夜眠 | 楊紹輝      | 張洢豪      | 網絡劇《拜托了班长》插曲         |

### 其他单曲
| 發布日期       | 歌曲名稱                | 作词        | 作曲   | 备注                             |
| 2015年12月31日 | Be a Man                | 张畅/樊小纯 | 伊尔盼 | 综艺选秀节目《燃燒吧少年》主题曲 |
| 2020年2月10日  | 一直到黎明              | 毛不易      | 陆虎   | 华语群星演唱的抗击疫情公益歌曲   |
| 2024年1月1日   | 看见·Since what you see | 张角        | 杨书荣 | 哇唧唧哇家族曲                   |

### 创造营2019
| 發布日期      | 歌曲名稱           | 作词                                         | 作曲                                                   | 备注                                                        |
| 2019年4月6日  | 西门少年           | 李宇春                                       | 李宇春                                                 | 原唱为李宇春 《创造营2019》哇唧唧哇学员首秀舞台表演曲目     |
| 2019年4月10日 | FUN WORLD          | 焉栩嘉                                       | 不详                                                   | 《创造营2019》首秀加试曲目                                  |
| 2019年4月20日 | Lesion             | Cubi/Aydo$                                   | Jurrivh                                                | 原唱：Cubi/aydos 《创造营2019》首次公演Lesion A&B组表演歌曲 |
| 2019年5月11日 | 滨河东路           | 焉栩嘉、张颜齐、赵磊、赵政豪、贺俊雄、蒋熠铭 | 焉栩嘉、张颜齐、赵磊、赵政豪、贺俊雄、蒋熠铭、NICK PYO | 《创造营2019》第二次公演创作组2创作歌曲                     |
| 2019年5月25日 | Beat Me If You Can | 韦国赟                                       | Koshin                                                 | 《创造营2019》第三次公演歌曲 原唱歌曲                       |
| 2019年6月8日  | 赤子               | 甘世佳                                       | Sitka、NICK PYO                                        | 《创造营2019》总决赛表演曲目                                |

## 影視作品

### 電視劇
| 首播年份 | 電視劇名稱             | 角色     | 播放頻道         | 备注       |
| 2011年   | 《大时代》             | 刘无     | 北京影视频道     | 客串       |
| 2011年   | 《傾世皇妃》           | 小连成   | 湖南衛視         | 客串       |
| 2012年   | 《她的一生》           | 小宋大军 | 福州电视台       | 客串       |
| 2012年   | 《钟馗传说》           | 小酸     | 湖南衛視         | 客串       |
| 2013年   | 《大明按察使》         | 小寶     | 中国中央电视台   | 客串       |
| 2013年   | 《红墙绿瓦之残阳》     | 少年奕詝 | 八大第一台       | 客串       |
| 2014年   | 《相爱十年》           | 小童     | 湖南衛視         | 客串       |
| 2018年   | 《哦！我的皇帝陛下》   | 尚羽     | 腾讯视频         | 主演       |
| 2018年   | 《哦！我的皇帝陛下2 》 | 尚羽     | 腾讯视频         | 主演       |
| 2019年   | 《陪你到世界之巅》     | 夏凌     | 芒果TV           | 主演       |
| 2021年   | 《拜托了班长》         | 寧澤宇   | 腾讯视频         | 主演       |
| 2024年   | 《晓朝夕》             | 周时予   | 腾讯视频         | 主演       |
| 2025年   | 《五福临门》           | 杨颐     | 湖南衛視、芒果TV |            |
| 2025年   | 《提筆再忘卻你》       | 許馳     | 芒果TV           | 網路微短劇 |
| 未播     | 《女刑警李春春》       | 劉超     |                  | 2012年拍攝 |
| 待播     | 《兄友妹恭》           | 邵康     | 腾讯视频         |            |
| 待播     | 《张謇》               | 张孝若   |                  |            |
| 待播     | 《还珠》               |          |                  | 網路微短劇 |

### 電影
| 上映年份 | 日期    | 電影名稱           | 角色             | 備註             |
| 2011年   | 4月2日  | 《画皮》           | 路人             | 客串             |
| 2011年   | 9月9日  | 《大武生》         | 摄政王之子六阿哥 | 客串             |
| 2017年   | 3月31日 | 《嫌疑人x的献身》  | 少年石泓         | 客串             |
| 2018年   | 2月16日 | 《捉妖记2》        | 永宁村少妖       | 客串             |
| 2018年   | 6月15日 | 《你幸福我快樂》   | 焉栩嘉           | 主演，2012年拍攝 |
| 2019年   | 5月30日 | 《男人四十上高中》 | 李醒             | 主演             |
| 待上映   |         | 《我会一直陪着你》 |                  |                  |

### 纪录片
| 上映日期      | 片名             | 備註 |
| 2021年11月9日 | 《勇敢者的征程》 |      |
| 2024年8月6日  | 《追光者》       |      |

### 話劇
| 年份   | 日期       | 地點                     | 名稱           | 角色   | 備註 |
| 2022年 | 7月21日    | 北京天橋藝術中心         | 《皮囊》       | 黑狗達 |      |
| 2022年 | 10月22日   | 珠海大劇院               | 《皮囊》       | 黑狗達 |      |
| 2022年 | 11月6日    | 北京天橋藝術中心         | 《兩京十五日》 | 朱瞻基 |      |
| 2022年 | 11月13日   | 絲綢之路國際藝術交流中心 | 《兩京十五日》 | 朱瞻基 |      |
| 2022年 | 11月27日   | 上海大劇院               | 《兩京十五日》 | 朱瞻基 |      |
| 2022年 | 12月25日   | 深圳濱海藝術中心         | 《兩京十五日》 | 朱瞻基 |      |
| 2023年 | 4月22日    | 深圳濱海藝術中心         | 《兩京十五日》 | 朱瞻基 |      |
| 2023年 | 5月12-13日 | 泰州大劇院               | 《皮囊》       | 黑狗達 |      |
| 2023年 | 5月16-17日 | 蘇州保利大劇院           | 《皮囊》       | 黑狗達 |      |

### 固定綜藝節目
| 年份   | 日期                  | 頻道     | 節目名稱               | 集數 | 備註   |
| 2015年 | 11月21日-2016年2月6日 | 浙江衛視 | 《燃燒吧少年》         | 12   | 參賽者 |
| 2019年 | 4月6日-6月8日         | 騰訊視頻 | 《創造營2019》         | 10   | 學員   |
| 2021年 | 10月27日-12月18日     | 騰訊視頻 | 《超新星運動會第四季》 |      | 參賽者 |
| 2021年 | 11月25日              | 騰訊視頻 | 《大夥之家》           |      | 成員   |
| 2023年 | 8月3日                | 騰訊視頻 | 《活力滿分的夏天》     |      |        |
| 2023年 | 11月11日              | 芒果TV   | 《飛馳吧！少年2》      |      |        |
| 2024年 | 2月24日               | 浙江衛視 | 《無限超越班第二季》   |      | 藝員   |

## 公開活動

### 演唱會
| 年份   | 日期    | 地點 | 演唱會名稱           | 演唱曲目     | 備註                               |
| 2023年 | 9月22日 | 濟南 | 哇唧唧哇暑假派對2023 | 《我想給你》 | 與趙磊、伍嘉成、彭楚粵、郭子凡合唱 |

### 時尚盛典/頒獎典禮/晚會
| 年份   | 日期    | 播放平台 | 主題                             | 備註 |
| 2023年 | 2月4日  | 安徽衛視 | 2022國劇盛典                     |      |
| 2024年 | 2月8日  | 深圳衛視 | 龍行天下以春詠城2024春節聯歡晚會 |      |
| 2024年 | 2月10日 | CCTV-3   | 新春喜劇之夜                     |      |

## 獎項
| 年份   | 頒獎典禮               | 榮譽       | 結果 |
| 2016年 | 第十三届世界民族电影节 | 最佳新星奖 | 獲獎 |